# Alexander Megos

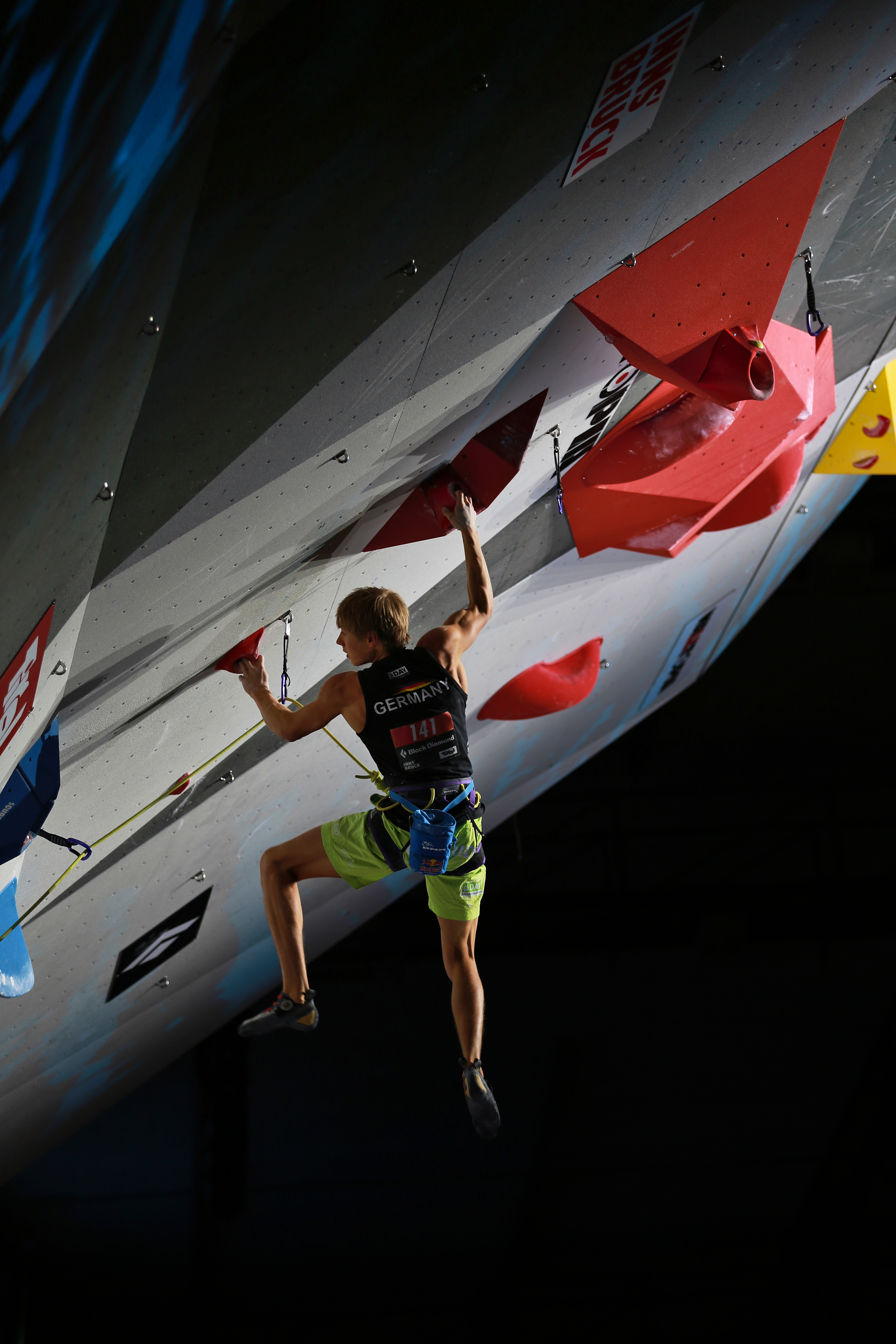
Megos al Campionat del Món d'Escalada 2018

Alexander Megos (Erlangen, 12 d'agost de 1993) és un escalador alemany. Va ser el primer escalador que va fer a vista (pujar sense pràctica prèvia ni suggeriments) una via, Estado crítico a Siurana, amb una qualificació de 9a (5.14d). Ha escalat múltiples rutes dures i problemes de boulder notables, incloent-hi una ruta de 9b+ (5.15c), Perfecto Mundo a Margalef, dues rutes de 9b (5.15b), First Round First Minute i Fight Club, i alguns passos de boulder qualificats de 8C (V15).
Megos també ha guanyat nombroses competicions internacionals. L'any 2019, s'estrenà la pel·lícula documental Rotpunkt, la qual vincula els inicis de l'escalada esportiva a Frankejura, a Baviera, per part de Wolfgang Güllich i Kurt Albert, amb la trajectòria esportiva d'Alexander Megos.

## Ascensions notables
9b+ (5.15c)
- Perfecto Mundo - 9 de maig de 2018 - 1a ascensió - via equipada per Chris Sharma

9b (5.15b)
- Fight Club - 1a ascensió
- First Round First Minute (Margalef)

9a+/b (5.15a/b)
- Supernova - 1a ascensió

9a+ (5.15a)
- Demencia Senil
- La Rambla (Siurana)
- Realization
- Corona
- Classified - 1a ascensió
- Modified - 1a ascensió
- First Ley
- Thor's Hammer - 2a ascensió. 1a ascensió d'Adam Ondra.
- Geocache - 1a ascensió
- Becoming - 1a ascensió
- Super Crackinette - 1a ascensió
- Jaws 2

9a (5.14d)
- Action Directe
- La Sensación del Bloque
- Dreamcatcher
- Era Vella (Margalef)
- Speed Intégrale
- Coup de grâce

## Altre ascensions famoses

### A vista
9a (5.14d)
- Estado Critico
- TCT

8c+ (5.14c)
- Víctimes del Passat

### Boulder
8C / 8C+ 
- Wheelchair - 1a ascensió

8C (V15)
- The Finnish Line
- Wheel of Life - 1a ascensió
- Lucid Dreaming

8b+ (V14)
- Never Ending Story
- Bad Boys for Life - 1a ascensió
- Montecore
- Riot Act
- Double Demerit
- Sky
- Trainspotting - 1a ascensió